# Antonio Piterà
Antonio Piterà (Cutro, 10 giugno 1823 – Cutro, 10 maggio 1913) è stato un vescovo cattolico e teologo italiano.

## Biografia
Antonio Piterà nacque a Cutro, in arcidiocesi di Santa Severina, il 10 giugno 1823.
Entrato giovanissimo in seminario, venne ordinato presbitero il 7 marzo 1846 all'età di 22 anni. Conseguì anche il dottorato in Sacra Teologia e i suoi primi incarichi ecclesiastici furono quelli di vicario foraneo nella sua diocesi di origine ed esaminatore prosinodale.
Divenuto primicerio della collegiata di Cutro, Piterà fu protagonista nel 1861 di un singolare episodio, a quel tempo addirittura definito "miracoloso", avvenuto nel suo paese natale: durante la processione per le vie del paese del Crocifisso, da lui stesso portato a spalla come segno di penitenza, cadde improvvisamente dal cielo una forte pioggia che mise fine ad un periodo di siccità presente in quei luoghi sin dal 1854, e permettendo ai contadini locali di poter salvare il loro raccolto. Da qui si ebbe poi luogo all'istituzione della festa patronale del SS. Crocifisso, con cadenza settennale.
Il 22 dicembre 1871 venne nominato vescovo di Bova da papa Pio IX; ricevette l'ordinazione episcopale nella chiesa di Sant'Alfonso all'Esquilino a Roma il 5 febbraio 1872 dal cardinale Carlo Sacconi e dai co-consacranti Alessandro Franchi, arcivescovo titolare di Tessalonica, e Pietro Gianelli, arcivescovo titolare di Sardi. Come vescovo resse la diocesi bovense per 5 anni.
Nel 1874 presentò la sua prima relazione ad limina apostolorum.
Il 29 maggio 1876 rassegnò le dimissioni dalla cattedra vescovile e si ritirò nel suo paese di origine. Il 20 marzo 1877 divenne vescovo titolare di Auzia.
Si spense nella sua Cutro il 10 maggio 1913 all'età di 89 anni.

## Genealogia episcopale
La genealogia episcopale è:
- Cardinale Scipione Rebiba
- Cardinale Giulio Antonio Santori
- Cardinale Girolamo Bernerio, O.P.
- Arcivescovo Galeazzo Sanvitale
- Cardinale Ludovico Ludovisi
- Cardinale Luigi Caetani
- Cardinale Ulderico Carpegna
- Cardinale Paluzzo Paluzzi Altieri degli Albertoni
- Papa Benedetto XIII
- Papa Benedetto XIV
- Papa Clemente XIII
- Cardinale Bernardino Giraud
- Cardinale Alessandro Mattei
- Cardinale Pietro Francesco Galleffi
- Cardinale Giacomo Filippo Fransoni
- Cardinale Carlo Sacconi
- Vescovo Antonio Piterà

## Opere
- Epistola pastoralis ad clerum populumque universum Bovansis ecclesiae (1872).
- Istruzioni e decreti pastorali per la città e diocesi di Bova (1874).
- Lettera pastorale ai M. Revedendi parrochi e sacerdoti della diocesi di Bova, per la quaresima del 1874 (1874).
- Facultas petitionis (1876).